# Anthony Hamilton (snookerzysta)
Anthony Hamilton (ur. 29 czerwca 1971 w Nottingham) – snookerzysta angielski. Plasuje się na 26. miejscu pod względem zdobytych setek w profesjonalnych turniejach, w sierpniu 2025 miał ich łącznie 326.
Ze względu na miejsce urodzenia nosi on przydomki Robin Hood of Snooker i Sheriff of Pottingham. Zaangażowanie w działalność ekologiczną sprawiło, iż nazywany jest on też Swampy (tłum. Bagienny). Hamilton mieszka obecnie w Muswell Hill, dzielnicy w północnej części Londynu.

## Kariera
W 1991 roku Hamilton został zawodowym snookerzystą. Dwukrotnie osiągał finał w turniejach rankingowych – British Open 1999 w Plymouth, gdzie pokonał m.in. Paula Huntera, Marka Williamsa i Stephena Hendry’ego, ulegając w finale Fergalowi O’Brienowi 7:9; China Open 2002 w Szanghaju, gdzie pokonał m.in. Marka Kinga, Quintena Hanna, Kena Doherty’ego i Marka Selby’ego, przegrał w finale z Markiem Williamsem 8:9 (mimo prowadzenia 8:5).
W 1995 roku wygrał dwa turnieje nie zaliczane do rankingowych – Australian Open i Australian Masters. Czterokrotnie (2000, 2002, 2004, 2007) osiągnął ćwierćfinał Mistrzostw świata – w ostatnim czempionacie uległ w 1/4 Stephenowi Maguire 7:13. Jest znany jako gracz umiejący budować długie breaki punktowe, jako 16. zawodnik w historii przekroczył granicę 100 co najmniej stupunktowych breaków osiągniętych w turniejach rankingowych (najwyższy spośród nich – 145 punktów – osiągnięty został podczas Mistrzostw świata w 1995 roku). Kariera Hamiltona załamała się w 2000 roku, kiedy to złamał nadgarstek próbując powstrzymać napastnika kradnącego portfel jego znajomego.
W sezonie 1999/2000 był sklasyfikowany na 10. miejscu w rankingu światowym, co stanowi zarazem jego najlepsze życiowe osiągnięcie.
W 2017 roku wygrał swój pierwszy rankingowy turniej (German Masters) w karierze. W finale pokonał Allistera Cartera 9:6, choć przegrywał już 2:5.
Po sezonie 2024/25 utracił status zawodowca. Próbował odzyskać go poprzez turnieje kwalifikacyjne Q School lecz w pierwszym uległ Patrickowi Whelanowi a w drugim Umutowi Dikme. Po tych porażkach ogłosił zakończenie kariery.

## Statystyka zwycięstw

### Turnieje nierankingowe
- Strachan Open 1994 (dwie edycje)
- Australian Open 1995

### Turnieje rankingowe
- German Masters 2017